# オークンの法則

1947年から2002年までのアメリカの四半期データ（年率ではない）を用いたオークンの法則の差分形式のグラフ。GNPの変化率(%) = 0.856 - 1.827*(失業率の変化)。 R^2 = 0.504。他の推計結果との違いは、部分的には四半期データを使っていることによる。

経済学において、オークンの法則 (Okun's law) とは、一国の産出量と失業の間に経験的に観測される安定的な負の相関関係のことである。この法則の「乖離形式」 (gap version) は、一国の国内総生産 (GDP) が潜在産出量より1%小さくなる度に失業率が約0.55%上昇することを述べる（米国の場合）。「差分形式」 (difference version)は、実質経済成長率と失業率の差分の間における関係を表す。この法則の正確さは議論の的になっている。法則の名前は、1962年にこの関係を提案した経済学者アーサー・オーカン (en:Arthur Okun) にちなむ。  

## 経験則

日本の完全失業率と実質国内総生産成長率の推移

オークンの法則は、理論から導かれた結果ではなく主として経験的観測なので、より正確には「オークンの経験則」と呼ばれる。産出量と雇用の間の関係に影響する、生産性などのその他要素は考慮されていない。オークン自身の元々の法則は、3％の産出量の増加は、1%の失業率の減少、0.5%の労働力率の減少、0.5%の従業員一人当たり労働時間の増加、1%の時間当たりの産出量（労働生産性）の増加に対応する、ということであった。
この相関の度合いは、対象とする国や時期によって変わる。
この相関はGDPまたはGNP成長率と失業率の変化を用いた回帰分析によって検証されている。Martin Prachownyは失業率が1％上がる度に産出量が3％下がると推計した (Prachowny 1993) 。産出量の変化に対する失業率の感応度はアメリカでは時間と共に上がっているようである。Andrew Abelとベン・バーナンキは、近年のデータを使って失業率の1%上昇が産出量の2%減少に対応すると推計した (Abel and Bernanke, 2005) 。
失業の減少または増加より、GDPの増加または減少の方が速くなりうる理由はいくつかある。
失業が増加すると、
- 従業員からの資金循環の乗数効果が減少する
- 失業者が労働力から退出する（求職活動を止める）ため、失業の統計には含まれない
- 雇用労働者の労働時間が短くなる
- 雇用者が必要以上の雇用を維持する等の理由で労働生産性が下降する

オークンの法則の含意のひとつは、労働生産性が上昇したり労働力人口が増加したりすると、失業率の純減なしで産出量の純増がありうるということである（雇用なき成長現象）。これはまた、少なくとも失業率の変化ゼロに対応するだけのGDP成長が無ければ、たとえGDPがプラス成長であっても失業率が上昇することを表している。

## オークンの法則の数学的記述
オークンの法則の乖離形式は次のように書ける (Abel & Bernanke 2005):
{\displaystyle ({\overline {Y}}-Y)/{\overline {Y}}=c(u-{\overline {u}})}
- {\displaystyle {\overline {Y}}} は完全雇用状態での潜在産出量 (GDP)
- {\displaystyle Y} は実際の総産出量
- {\displaystyle {\overline {u}}} は自然失業率
- {\displaystyle u} は実際の失業率
- {\displaystyle c} は失業の変化と産出量の変化の相関係数

アメリカ合衆国では、1965年ごろから c の値が上述のとおり3から2程度になっている。
上に示したオークンの法則の乖離形式をそのまま検証するのは難しい。{\displaystyle {\overline {Y}}}と{\displaystyle {\overline {u}}}は推計するしかなく、測定することはできないためである。「差分形式」または「成長率形式」として知られている形式の方がよく使われており、産出量の変化と失業の変化とを次のように関連付ける:
{\displaystyle \Delta Y/Y=k-c\Delta u\,}:
- {\displaystyle Y} と {\displaystyle c} の定義は上記の通り
- {\displaystyle \Delta Y} はある年から翌年までの実際の産出量の変化
- {\displaystyle \Delta u} はある年から翌年までの実際の失業率の変化
- {\displaystyle k} は完全雇用状態での産出量の年平均成長率

アメリカでは現在 k がおよそ3%で c がおよそ2である。従ってこの式は次のように書ける。
{\displaystyle \Delta Y/Y=.03-2\Delta u.\,}
この記事の一番上にあるグラフは、オークンの法則の成長率形式を図示している。これは一年毎ではなく四半期データを基に計測されている。

## オークンの法則の成長率形式の導出
オークンの法則の第一形式から始める:
{\displaystyle ({\overline {Y}}-Y)/{\overline {Y}}=1-Y/{\overline {Y}}=c(u-{\overline {u}})}
{\displaystyle -1+Y/{\overline {Y}}=c({\overline {u}}-u).}
両辺の一期間の差分をとり、次式を得る:
{\displaystyle \Delta (Y/{\overline {Y}})=(Y+\Delta Y)/({\overline {Y}}+\Delta {\overline {Y}})-Y/{\overline {Y}}=c(\Delta {\overline {u}}-\Delta u).}
通分して次式を得る:
{\displaystyle ({\overline {Y}}\Delta Y-Y\Delta {\overline {Y}})/({\overline {Y}}({\overline {Y}}+\Delta {\overline {Y}}))=c(\Delta {\overline {u}}-\Delta u).}
左辺に{\displaystyle ({\overline {Y}}+\Delta {\overline {Y}})/Y}（ほぼ1に等しい）を掛けて, 次式を得る:
{\displaystyle ({\overline {Y}}\Delta Y-Y\Delta {\overline {Y}})/({\overline {Y}}Y)=\Delta Y/Y-\Delta {\overline {Y}}/{\overline {Y}}\approx c(\Delta {\overline {u}}-\Delta u)}
{\displaystyle \Delta Y/Y\approx \Delta {\overline {Y}}/{\overline {Y}}+c(\Delta {\overline {u}}-\Delta u).}
自然失業率の変化{\displaystyle \Delta {\overline {u}}}は、ほぼ0に等しいと仮定する。また、完全雇用状態での産出量の成長率{\displaystyle \Delta {\overline {Y}}/{\overline {Y}}}は、その平均値{\displaystyle k}にほぼ等しいと仮定する。すると、最後に次式を得る:
{\displaystyle \Delta Y/Y\approx k-c\Delta u.}